# Arroio Acangupá
O Arroio Acangupá é um arroio do  Rio Grande do Sul, afluente (na margem direita) do rio Vacacaí e tem 100 km de extensão. Também é chamado de Arroio Santa Bárbara.